# Geschichte der Pferdeomnibusse in Freiburg im Breisgau

Pferdeomnibus vor dem Siegesdenkmal

Die Geschichte der Pferdeomnibusse in Freiburg im Breisgau begann 1891 und endete 1901 mit der Einführung der elektrischen Straßenbahn. Zunächst wurde dieses einzige innerstädtische Verkehrsmittel vom Fuhrhalter Josef Amann betrieben, bevor 1896 der Reitbahnbesitzer Adolf Jenne den Betrieb übernahm.  

## Chronik

### Die Anfänge unter Joseph Amman
Im April 1891 eröffnete der Fuhrunternehmer Joseph Amman eine erste Linie, die mit so genannten Stellwagen betrieben wurde. Anfangs gab es nur eine Fahrt im morgendlichen Berufsverkehr, die um 6 Uhr am Siegesdenkmal begann und bis zum Gasthaus Kyburg in Günterstal führte. Ab Mai selben Jahres wurde der Betrieb auf sechs bis sieben Fahrten pro Tag und Richtung verdichtet. Auf dieser Strecke bedienten die Pferdeomnibusse die Zwischenstationen Fischbrunnen, Holzmarktplatz, Dreisambrücke, Lorettostraße, Sternwaldeck, Wonnhaldestraße und Güntherstäler Tor.

### Weitere Linien und Taktverdichtungen
1893 wurden bereits drei Linien angeboten:
| Linie | Strecke |
| ----- | --- |
| I     | Günterstalstraße – Lorettostraße – Kaiserstraße (heute: Bertoldsbrunnen) – Siegesdenkmal – Zähringer Löwen (heute: Tennenbacher Straße) – „Stadt Wien“ (heute: Hauptstraße) – Zähringerstraße |
| II    | Waldsee – Näglesee (heute: Alter Messplatz) – Schwabentor – Kaiserstraße (heute: Bertoldsbrunnen) – Hauptbahnhof                                                                              |
| III   | Bohrer – Gasthaus Kyburg – Güntherstäler Tor – Kaiserstraße (heute: Bertoldsbrunnen) – Siegesdenkmal                                                                                          |

Die Linie I wurde zu diesem Zeitpunkt bereits ganztags im 15-Minuten-Takt befahren. Ein Einzelfahrschein kostete damals zwischen zehn und 75 Pfennig.

### Rentabilitätsmängel und Kündigung
Amann musste in den folgenden Jahren zunehmend höhere Betriebskosten und geringe Einnahmen hinnehmen. Daher einigte sich die Stadt Freiburg in einem Vertrag mit dem Unternehmer, den Betrieb jährlich mit 4000 Reichsmark zu subventionieren. Im Gegenzug verpflichtete sich Amann, auf den Strecken weiterhin einen zuverlässigen Pferdomnibusverkehr zu garantieren. Dennoch mehrten sich die Klagen über den Zustand der verdreckten und technisch veralteten Wagen.
Die Forderung Amanns im Oktober 1896, ihn für einen weiteren Betrieb der Linien I und II mit 10000 Reichsmark jährlich zu subventionieren, nahm die Stadt nicht an und akzeptierte die Kündigung. Der Unternehmer gab daraufhin wie angekündigt den Betrieb auf dieser Strecke auf, seine sonstigen Linien (Hauptbahnhof–Littenweiler, Holzmarktplatz–St. Georgen, Siegesdenkmal–Betzenhausen–Umkirch, Siegesdenkmal–Friedhof und Siegesdenkmal–Exerzierplatz (heute: Flugplatz)) behielt er jedoch weiterhin.

### Übernahme durch Adolf Jenne
Ende Oktober 1896 beschloss die Stadt, den Verkehr auf den beiden Hauptlinien Rennweg–Lorettostraße und Siegesdenkmal–Günterstal einem anderen Unternehmer zu übertragen. Dabei sollte die Stadt die Wagen kaufen, während die Pferde von dem Konzessionsinhaber gestellt werden sollten.
Der Reitbahnbesitzer Adolf Jenne erhielt schließlich den Zuschlag für die beiden Linien und die Strecke Bahnhof–Schwarzwaldstraße. Dieser übernahm sechs gebrauchte Wagen der Basler-Droschken-Anstalt, die ihre damaligen Wagennummern 6–12 behielten. Im Juni 1897 wurde der Fuhrpark nochmals durch drei weitere Basler Wagen verstärkt.

### Ablösung durch die elektrische Straßenbahn
Stetig steigende Fahrgastzahlen und wachsende Kapazitätsprobleme führten 1899 zu dem Entschluss, den Pferdeomnibusbetrieb durch eine elektrische Straßenbahn zu ersetzen. Die Eröffnung der Straßenbahnlinien A und D am 14. Oktober 1901 war somit auch der letzte planmäßige Betriebstag mit Pferdewagen. Zwischen 1901 und 1904 wurden schließlich sämtliche nicht mehr benötigten Stellwagen verkauft.